# Енциклопедија Словеније
Енциклопедија Словеније је словеначка национална енциклопедија, коју је од 1987. до 2002. године издавала „Младинска књига“ у сарадњи са „Slovenskom akademijom znanosti in umetnosti“ (срп. Словеначка академија наука и уметности). Укупно је издано 16 томова енциклопедије. Уредници енциклопедије били су Марјан Јаворник, Душан Воглар и Аленка Дермастиа.
Прва четири тома изашла су у тиражу од 30.000 примерака, али се након распада Југославије показало да тако висока наклада није исплатива, па је тираж постепено смањиван, да би задњи том био издан у 15.000 примерака. Последњи, 16. том, заправо је казало, тзв. Додатак А-Ж.

## Издања
|    | Чланци/слова             | Година објављивања | Број страница |
| -- | ------------------------ | ------------------ | ------------- |
| 1  | А-Ca                     | 1987.              | 421           |
| 2  | Ce-Ed                    | 1988.              | 416           |
| 3  | Eg-Hab                   | 1989.              | 416           |
| 4  | Hac-Kare                 | 1990.              | 416           |
| 5  | Kari-Krei                | 1991.              | 416           |
| 6  | Krek-Marij               | 1992.              | 416           |
| 7  | Marin-Nor                | 1993.              | 416           |
| 8  | Nos-Pli                  | 1994.              | 416           |
| 9  | Plo-Ps                   | 1995.              | 416           |
| 10 | Pt-Savn                  | 1996.              | 416           |
| 11 | Savs-Slovenska           | 1997.              | 416           |
| 12 | Slovenska-Sz             | 1998.              | 416           |
| 13 | Š-T                      | 1999.              | 416           |
| 14 | U-We                     | 2000.              | 416           |
| 15 | Wi-Ž; Hronološki pregled | 2001.              | 416           |
| 16 | Dodatak A-Ž; Kazalo      | 2002.              | 416           |